# Neßlbach

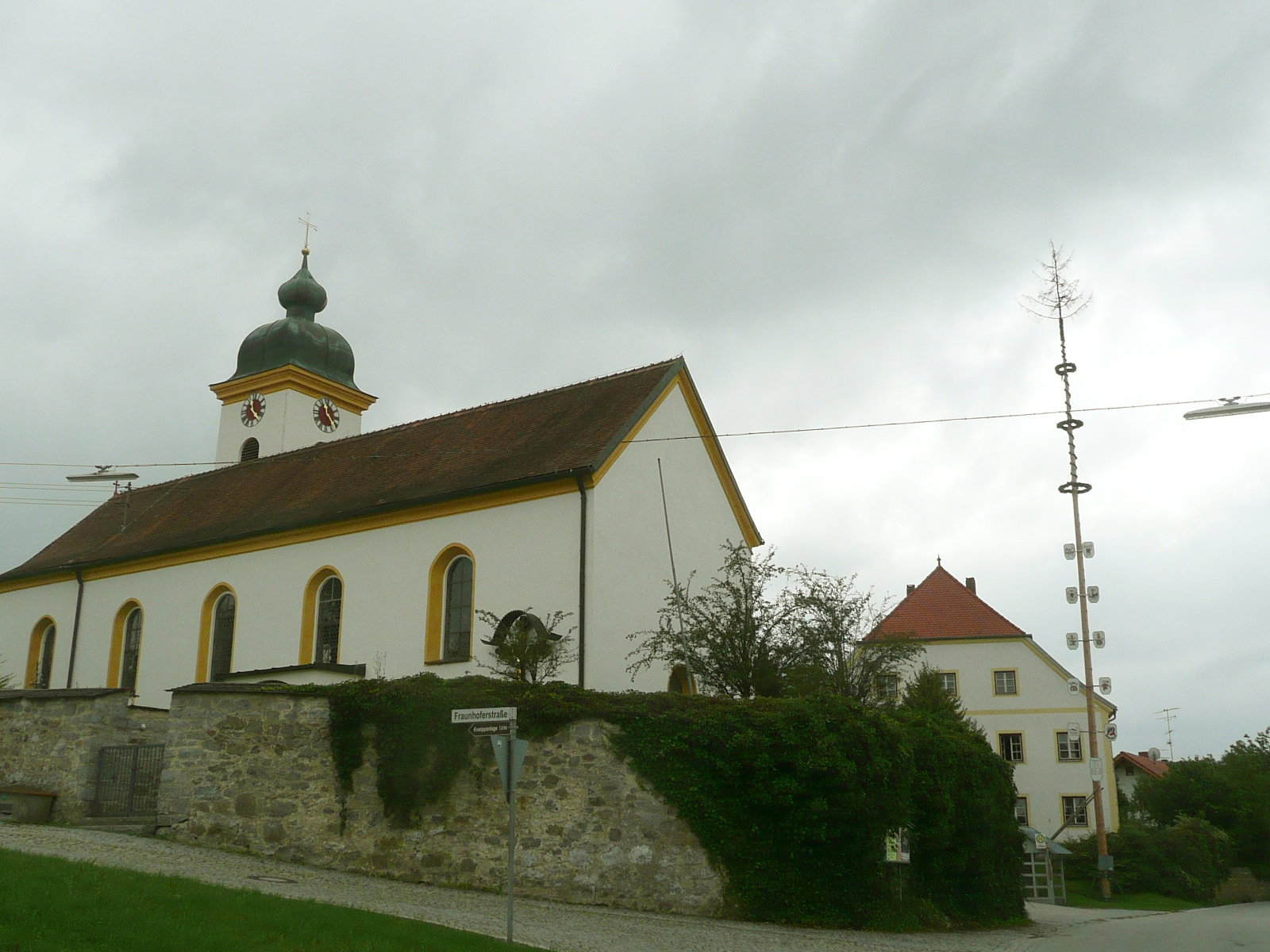
Die Pfarrkirche St. Peter und Paul

Neßlbach ist ein Pfarrdorf, das zum Markt Winzer im niederbayerischen Landkreis Deggendorf gehört. Bis 30. April 1978 bildete es eine selbstständige Gemeinde.

## Lage
Neßlbach liegt in der Nähe des linken Ufers der Donau etwa drei Kilometer südöstlich von Winzer, aber nur etwa einen Kilometer nördlich von Hofkirchen an der Staatsstraße 2125.

## Geschichte
Zwischen Neßlbach und Mühlau wurde 1930 eine Hornsteinlanzenspitze aus der Jungsteinzeit (4500–1800 v. Chr.) gefunden. Auch keltische Spuren  deuten auf eine frühe Besiedelung der Gegend hin. Seinen Namen erhielt der Ort von dem gleichnamigen Bächlein. 
Die Gegend um Neßlbach gehörte zu dem Landstrich, den König Heinrich II. im Jahr 1005 dem Kloster Niederaltaich schenkte. Die erste urkundliche Erwähnung findet im Jahre 1148 statt, als sich das Kloster Niederaltaich von Papst Eugen III. das Recht auf die Pfarrei St. Peter und Paul bestätigen ließ. Als 1242 der bayerische Herzog Otto II. die Burg Flintsberg erbte, ertauschte er sich unter anderem auch den Ort Neßlbach vom Kloster Niederaltaich.
Neßlbach gehörte zur Hofmark und zum Amt Flintsbach und wurde im 15. und 16. Jahrhundert vorübergehend als selbstständige Niederaltaicher Klosterhofmark betrachtet. Noch um 1600 hatte Neßlbach ein eigenes Niedergericht. Im Österreichischen Erbfolgekrieg besetzten die Österreicher Neßlbach. Es waren zunächst Kroaten, die am 21. April 1742 den Pfarrhof plünderten. Am 7. Mai 1742 musste Pfarrer Leeb flüchten und verbarg sich im Kloster Niederaltaich, so dass vier Monate kein Gottesdienst gehalten werden konnte. Am 23. Mai kam der Pandurenoberst Franz Freiherr von der Trenck nach Neßlbach. Am 22. November wurde der Pfarrhof erneut geplündert, wobei ungarische Husaren der Köchin die linke Hand abschlugen.
Im Konskriptionsjahr 1752 gab es in Neßlbach 15 Anwesen. 1818 wurde Neßlbach eine aus dem Steuerdistrikt Iggensbach hervorgegangene selbstständige Gemeinde, die sich an den alten Grenzen der Pfarrei Neßlbach orientierte. Sie gehörte zunächst zum Landgericht Vilshofen, wurde 1838 dem neuen Landgericht Hengersberg unterstellt und kam mit diesem 1862 zum Bezirksamt Deggendorf. Am 15. November 1846 wurde die Gemeinde um den Weiler Wimberg aus der Gemeinde Hilgartsberg vergrößert.
Am 10. März 1903 erhielt der Ort eine Postagentur, die dem Lehrer Josef Eckl übertragen wurde. Im Jahr 1964 bestand die Gemeinde Neßlbach aus 24 Ortsteilen. Sie wurde im Zuge der Gebietsreform zum 1. Mai 1978 mit 1041 Einwohnern und 14,58 km² Fläche in den Markt Winzer eingemeindet.

## Sehenswürdigkeiten
- Pfarrkirche St. Peter und Paul. Sie wurde 1721 erbaut und 1890 verlängert.

## Bildung und Erziehung
- Kindergarten St. Peter und Paul

## Vereine
- Caritasverein Neßlbach
- DJK Neßlbach
- Eishockeyfreunde Neßlbach
- Fischereiverein Neßlbach
- Freiwillige Feuerwehr Neßlbach
- Jagdgenossenschaft Neßlbach
- Katholischer Frauenbund Neßlbach
- Krieger- und Reservistenverein Neßlbach
- Bayerisches Rotes Kreuz Neßlbach
- VdK Neßlbach
- Wanderverein Neßlbach